# 玲珑塔 (原阳县)
玲珑塔是位于中华人民共和国河南省新乡市原阳县原武镇东门外的一座古塔，本名善护寺塔，又名徽塔、雁塔。该塔为一斜塔，塔身向东北方向倾斜。

## 简介
玲珑塔为平面六角形的十三层仿木结构楼阁式砖塔，全塔高约47.25米，地表现存十二层，底层因黄河泛滥缘故被泥沙掩埋。该塔原为一层北向辟门，现门向南，由二层的券门改建而成。全塔轮廓略呈抛物线型，每层的塔径自下而上递减。塔内一至八层设穹顶，最上面五层为木楼板，顶部三层中心置有木刹柱，塔顶为铁刹。

## 历史
玲珑塔始建于北宋崇宁四年（公元1105年）。明万历二十九年（公元1601年）进行了一次修葺，后多次整修。玲珑塔原只是善护寺内一座附属建筑物，清朝时期善护寺失火，寺毁而塔独存。1938年抗日战争时期，日本军队曾炮轰该塔，却没有对塔造成太大破坏。
1963年，玲珑塔被确定为为河南省文物保护单位，2013年3月被列入第七批全国重点文物保护单位。

## 图集

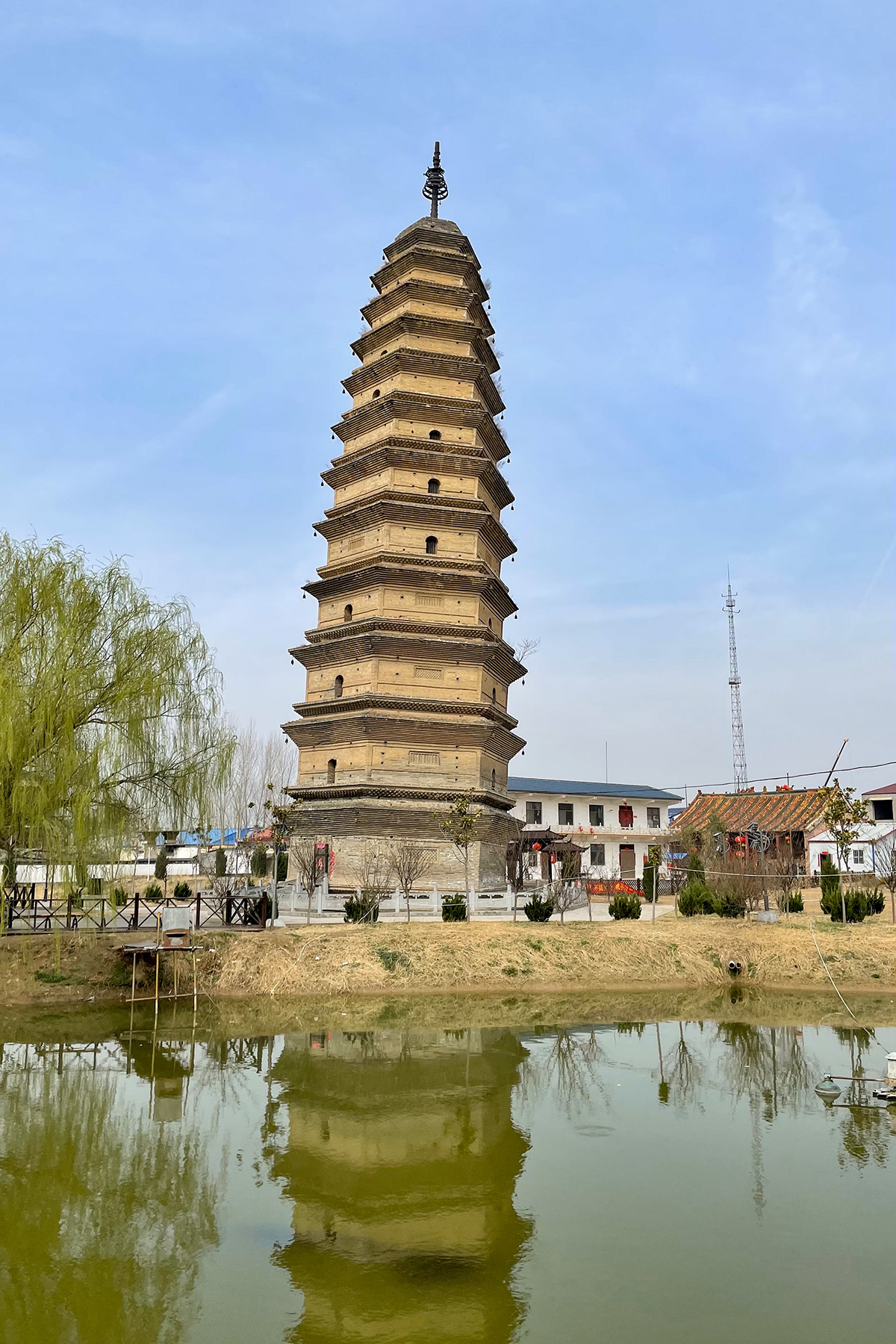
玲珑塔塔身向东北倾斜
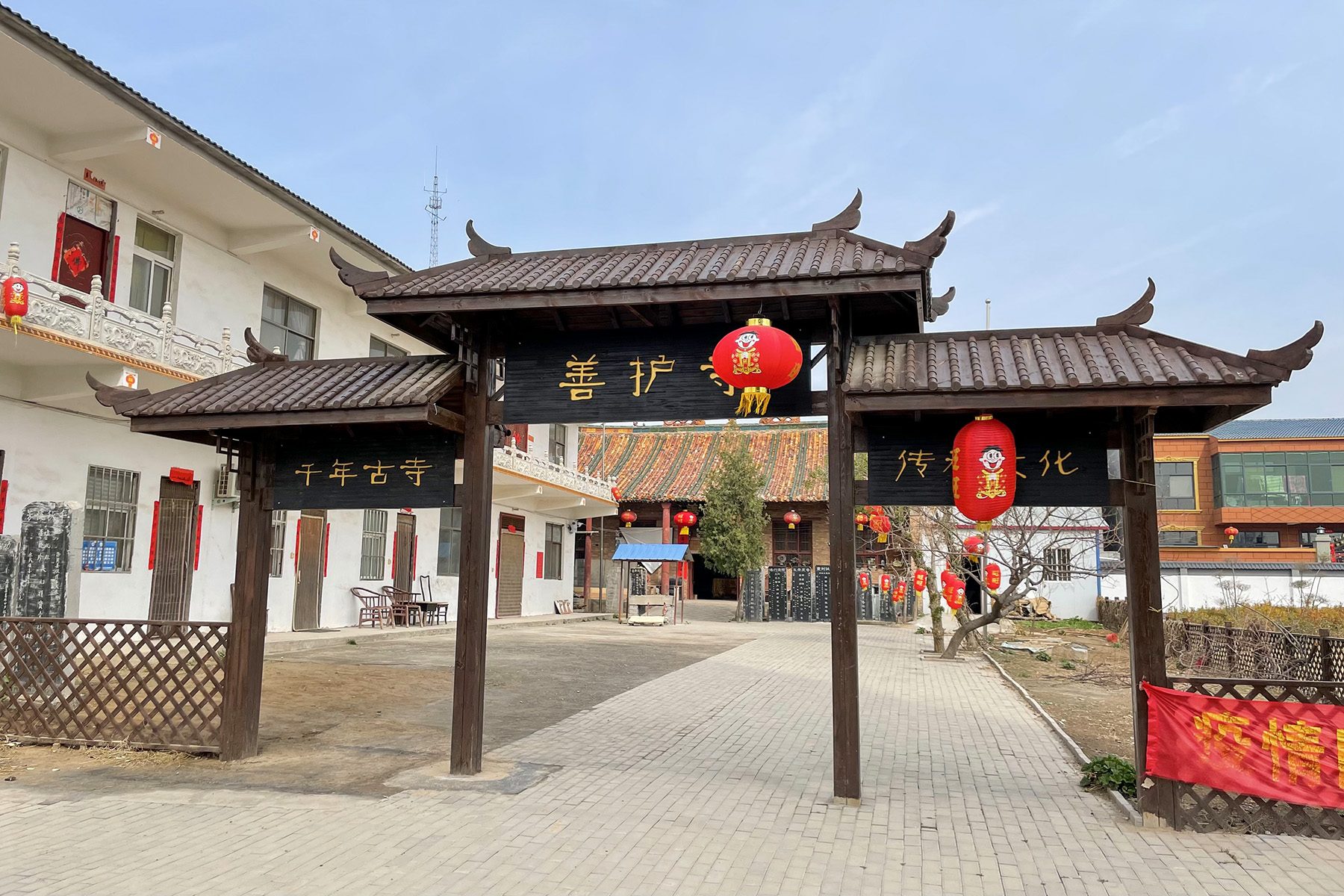
塔北的善护寺